# أندرس كولانج
أندرس كولانج (بالسويدية: Anders Kulläng) مواليد 23 سبتمبر 1943 في كارلستاد، السويد - الوفاة 28 فبراير 2012 في تايلاند، كان سائق راليات سويدي بدأ مسيرته في سنة 1973. كان أول رالي له هو رالي مونت كارلو 1973. تنافس في بطولة العالم للراليات. فاز بـ سباق رالي واحد. صعد على المنصة 4 مرات خلال مسيرته.

## فرق مثلها
- أوبل

## روابط خارجية
- أندرس كولانج على موقع Rallye-info.com (الإنجليزية)
- أندرس كولانج على موقع eWRC-results.com (الإنجليزية)